# Нововороњеж
Нововороњеж (рус. Нововоронеж) град је у Русији у Вороњешкој области.

## Становништво
| 1959. | 1970.  | 1979.  | 1989.  | 2002.  | 2010.  |
| ----- | ------ | ------ | ------ | ------ | ------ |
| 3.011 | 12.714 | 25.750 | 35.666 | 36.961 | 32.635 |